# Wydma gwiaździsta
Wydma gwiaździsta (ang. Star dune) – wydma o kształcie wielokątnym, połączenie kilku wydm, najczęściej wydmy parabolicznej i barchanu. Zazwyczaj wydmy tego typu powstają na obszarach o zmiennym kierunku wiatrów. Mają strome stoki, mogą osiągnąć ogromne rozmiary.